# Грот, Николас
Николас Грот (англ. A. Nicholas Groth), Ph.D. — американский клинический психолог, консультант Института предотвращения сексуального насилия над детьми при Колледже Сент-Джозефа в Коннектикуте. Является призёром премии Stephen Schaefer Award Национальной организации помощи жертвам насилия (англ. National Organization for Victim Assistance) за выдающиеся заслуги.
С 1966 года Грот специализируется по вопросам сексуального насилия. В 1971 году защитил диссертацию в Бостонском университете по классификации педофилов. Грот является автором типологии педофилов и типологии сексуальных насильников.